# Natchez Trace Trail
Le Natchez Trace Trail est un sentier de randonnée américain qui traverse le sud du pays en suivant peu ou prou la Natchez Trace Parkway en Alabama, au Mississippi et dans le Tennessee. Il est classé National Scenic Trail depuis 1983.